# Umbelopsis gibberispora
Umbelopsis gibberispora är en svampart som beskrevs av M. Sugiy., Tokum. & W. Gams 2003. Umbelopsis gibberispora ingår i släktet Umbelopsis och familjen Umbelopsidaceae.   Inga underarter finns listade i Catalogue of Life.